# 세바스티안 아르파드 마일라트

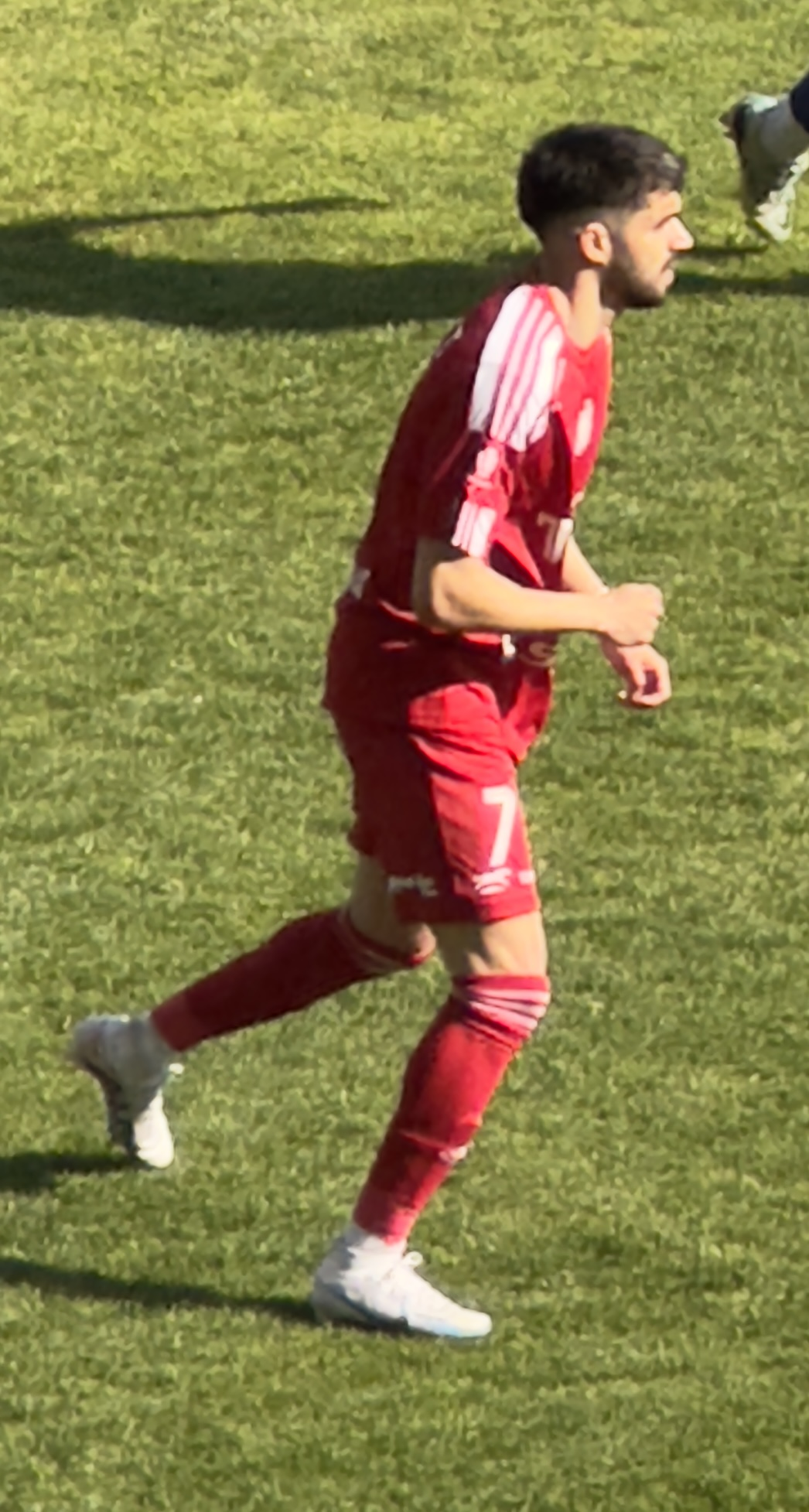

세바스티안 아르파드 마일라트(루마니아어: Sebastian Árpád Mailat, 1997년 12월 12일~)는 루마니아의 축구 선수이다.

## 참고 문헌
- “수원 삼성 블루윙즈 FC 선수 명단”. 《수원 삼성 블루윙즈 FC》. 수원삼성축구단.